# プログレスM-41
プログレスM-41(ロシア語: Прогресс М-41)はロシア連邦が1999年にミール宇宙ステーションの補給のために打ち上げた無人宇宙補給機プログレス補給船。シリアル番号は241番だった。

## 搭載貨物
ミール向けの燃料、酸素混合物、科学機器、個人用保護具、クルー向け用品などさまざまな貨物、合計2438,3kgを輸送した。Модуль-М装置が積まれていた。ロシアの宇宙飛行士セルゲイ・アヴデエフへのロシア連邦憲法の配送もおこなわれた。

## 運用
1999年4月2日14時28分43.093秒 (MSK、UTC11時28分43秒)、バイコヌール宇宙基地1/5発射台よりソユーズ-Uで打ち上げられた。2日後の4月4日15時46分49秒(MSK、UTC12時46分49秒)にミールのクバント1モジュールにドッキングした。ランデブーとドッキングは自動操縦で行われた。
1999年7月17日14時20分44秒(MSK、UTC11時20分44分)にミールとのドッキングを解除し、離脱を開始した。

## 註
1. ↑  “Грузовой корабль "Прогресс М-41" ("Progress M-41")”. 2012年9月10日時点のオリジナルよりアーカイブ。2015年8月4日閲覧。  - 表
2. ↑  “Хронология полётов за 1999 год”. РКК «Энергия»